# Wood Lake (Nebraska)
Wood Lake és una població dels Estats Units a l'estat de Nebraska. Segons el cens del 2000 tenia 72 habitants.

## Demografia
Segons el cens del 2000, Wood Lake tenia 72 habitants, 36 habitatges, i 24 famílies. La densitat de població era de 86,9 habitants per km².
Dels 36 habitatges en un 25% hi vivien nens de menys de 18 anys, en un 61,1% hi vivien parelles casades, en un 8,3% dones solteres, i en un 30,6% no eren unitats familiars. En el 30,6% dels habitatges hi vivien persones soles el 25% de les quals corresponia a persones de 65 anys o més que vivien soles. El nombre mitjà de persones vivint en cada habitatge era de 2 i el nombre mitjà de persones que vivien en cada família era de 2,4.
Per edats la població es repartia de la següent manera: un 19,4% tenia menys de 18 anys, un 1,4% entre 18 i 24, un 16,7% entre 25 i 44, un 27,8% de 45 a 60 i un 34,7% 65 anys o més.
L'edat mediana era de 59 anys. Per cada 100 dones de 18 o més anys hi havia 87,1 homes.
La renda mediana per habitatge era de 24.375 $ i la renda mediana per família de 28.333 $. Els homes tenien una renda mediana de 22.083 $ mentre que les dones 38.750 $. La renda per capita de la població era de 15.063 $. Aproximadament el 46,4% de les famílies i el 44,7% de la població estaven per davall del llindar de pobresa.

## Poblacions més properes
El següent diagrama mostra les poblacions més properes.